# 咖灰蝶屬
咖灰蝶屬（Forget-me-not，學名：Catochrysops）是灰蝶科眼灰蝶亞科中的一個屬。廣泛分佈在東洋界。幼蟲跟螞蟻有共生關係。

## 物種
- 雅咖灰蝶 （Catochrysops amasea）
- 比衲咖灰蝶 （Catochrysops binna）
- 努比咖灰蝶 （Catochrysops nubila）
- 藍咖灰蝶 （Catochrysops panormus）
- 咖灰蝶 （Catochrysops strabo）
- Catochrysops strabobinna